# L’allieva
L’allieva — шестьдесят второй студийный альбом итальянской певицы Мины, выпущенный в 2005 году на лейбле PDU. Альбом является посвящением американскому певицу и кумиру Мины — Фрэнку Синатре.
По состоянию на конец 2005 года продажи альбома составляли 130 тысяч копий.
В 2018 году журнал Rolling Stone поместил его на 6-е место в списке самых недооценённых альбомов Мины.

## Список композиций
| №                   | Название                                      | Автор(ы)                                               | Длительность |
| ------------------- | --------------------------------------------- | ------------------------------------------------------ | ------------ |
| 1.                  | «These Foolish Things»                        | Эрик Машвиц, Джек Стречи                               | 5:32         |
| 2.                  | «The Nearness of You»                         | Хоги Кармайкл, Нед Вашингтон                           | 3:28         |
| 3.                  | «Once I Loved (O amor em paz)»                | Антониу Карлос Жобин, Винисиус ди Морайс, Рэй Гилберт  | 6:17         |
| 4.                  | «One for My Baby (and One More for the Road)» | Джонни Мерсер, Гарольд Арлен                           | 4:40         |
| 5.                  | «Angel Eyes»                                  | Мэтт Деннис, Эрл Брент                                 | 6:20         |
| 6.                  | «Blue Moon»                                   | Лоренц Харт, Ричард Роджерс                            | 6:19         |
| 7.                  | «Strangers in the Night»                      | Берт Кемпферт, Эдди Снайдер, Чарли Синглтон            | 4:04         |
| 8.                  | «All the Way»                                 | Джимми Ван Хьюзен, Сэмми Кан                           | 4:42         |
| 9.                  | «Good-bye»                                    | Гордон Дженкинс                                        | 2:55         |
| 10.                 | «Dindi (Dindi)»                               | Антониу Карлос Жобин, Алойзиу ди Оливейра, Рэй Гилберт | 4:53         |
| 11.                 | «My Way (Comme d’habitude)»                   | Клод Франсуа, Жак Ревё, Жиль Тибо, Пол Анка            | 2:39         |
| 12.                 | «Only the Lonely»                             | Джимми Ван Хьюзен, Сэмми Кан                           | 4:32         |
| 13.                 | «April in Paris»                              | Вернон Дюк, Йип Харбург                                | 2:41         |
| 14.                 | «Laura»                                       | Дэвид Рэксин, Джонни Мерсер                            | 3:41         |
| Общая длительность: | Общая длительность:                           | Общая длительность:                                    | 62:46        |

## Чарты

### Еженедельные чарты
| Чарт (2005)               | Высшая позиция |
| ------------------------- | -------------- |
| Италия (Classifica album) | 4              |

### Годовые чарты
| Чарт (2005)               | Позиция |
| ------------------------- | ------- |
| Италия (Classifica album) | 38      |